# Macaduma quercifolia
Macaduma quercifolia là một loài bướm đêm thuộc phân họ Arctiinae, họ Erebidae.